# Pleurothallis londonoi
Pleurothallis londonoi är en orkidéart som beskrevs av Carlyle August Luer. Pleurothallis londonoi ingår i släktet Pleurothallis och familjen orkidéer. Inga underarter finns listade i Catalogue of Life.